# 1903年の航空
< 1903年
1902年の航空 - 1903年の航空 - 1904年の航空

## 航空に関する出来事

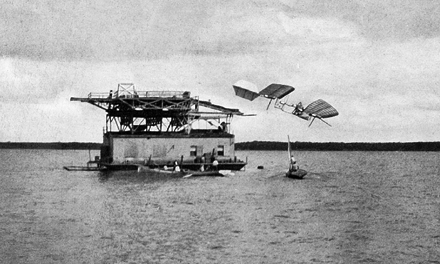
エアロドローム

- 1月1日 - コンスタンチン・ツィオルコフスキーが「反作用利用装置による宇宙探検」"Explorations of outer space with the help of reaction apparatuses"の中で、液体水素と液体酸素を燃料とする流線型のロケットの設計図を発表。
- 2月16日 - ルーマニアのトライアン・ヴイアがフランス科学アカデミーに航空機の飛行の可能性と方法についての論文を提出するが、夢物語であるとして却下される。
- 3月31日 - ニュージーランドのリチャード・ピアースが南カンタベリで自作の飛行機で約450mの飛行を行った後、墜落したとされる。
- 5月11日 - リチャード・ピアースが900mほどを飛行して、Opihi川の河原に着陸したとされる。
- 6月27日 - アルベルト・サントス・デュモンの女友達、アイダ・デ・アコスタが飛行船で単独飛行した。
- 8月18日 - ドイツのカール・ヤトーが4人の見ている前で数フィートの高さで60mの動力機の飛行を行ったとされる。
- 10月7日 - サミュエル・ラングレーの設計した有人機、エアロドロームがチャールズ・マンリーの操縦でポトマック河で最初の試験飛行を行った。発進台から離れるとすぐに川に墜落した。

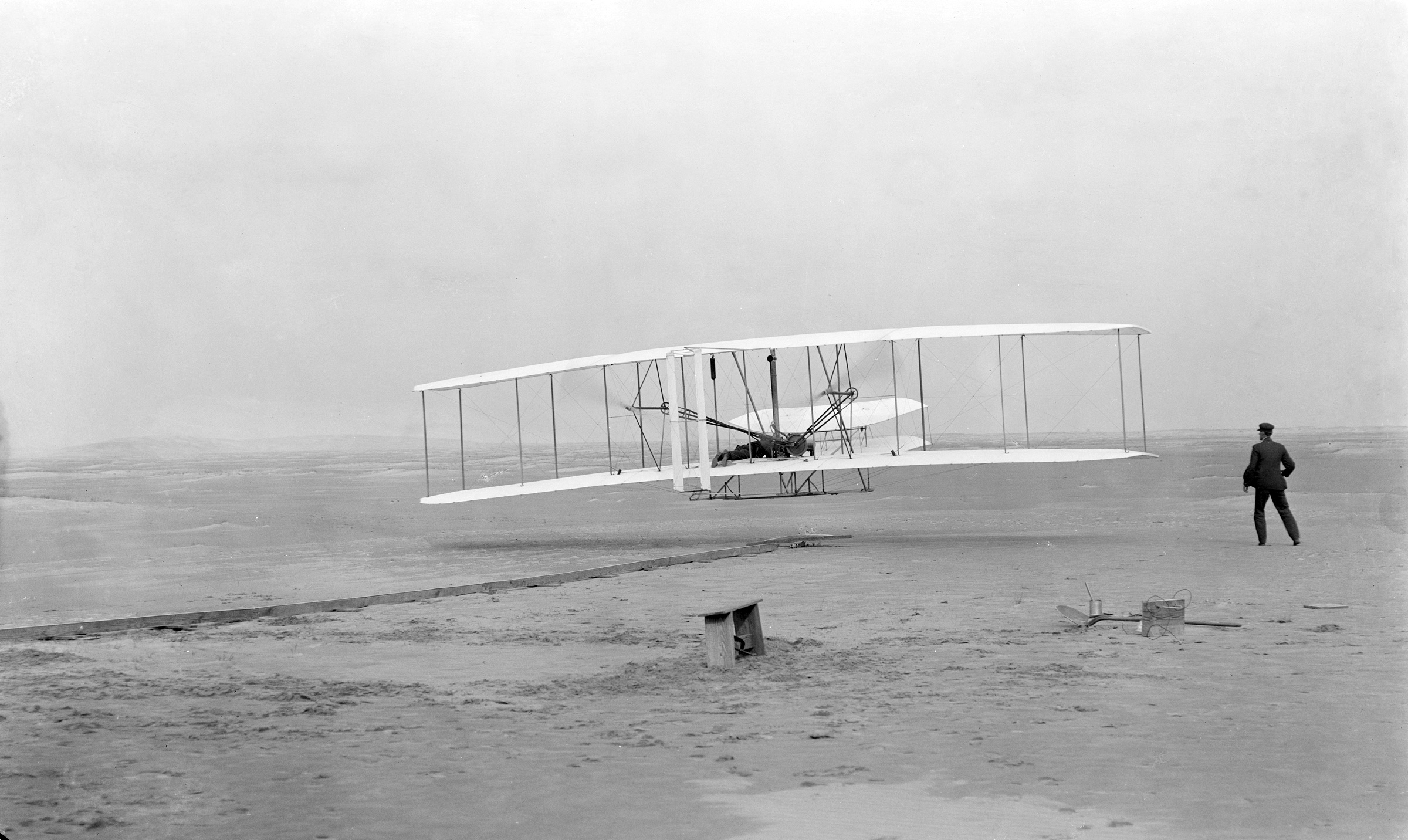
ライト兄弟の初飛行

- 11月12日 - フランスのルボーディ兄弟が、操縦できる飛行船でモワゾンからパリまでの54kmを飛行した。
- 11月19日 - フランスのレオン・ルバッソールが、航空機用の軽量のアントワネット・エンジンを公開した。
- 12月8日 - ラングレーの2度目の実験も第1回目の実験と同じように、発進後すぐポトマック川に落下し、パイロットのマンリーは重傷を負った。政府から資金を得たラングレーの実験はこれで終わった。
- 12月17日 - ライト兄弟が、キティーホークでライトフライヤー号で4回の飛行実験を行った。オービル・ライトが12秒で37mの飛行を行い、ウィルバー・ライトは59秒で260mの飛行を行った[1]。